# Berta di Torino
Berta di Torino (1020/1024 – dopo il 1064/1065) è stata una nobildonna italiana, membro della dinastia degli Arduinici.

## Biografia
Berta era la figlia di Olderico Manfredi II e di Berta di Milano. La sorella maggiore era Adelaide di Susa. Berta possedeva proprietà nella parte meridionale della provincia di Asti, tra i fiumi Belbo inferiore e Tanaro.

## Discendenza
Aveva sposato Otto (o Teuto) di Savona, marchese del Ponente ligure (1036-?). Otto era un membro della dinastia degli Aleramici. Con Otto ha avuto almeno sei figli:
- Bonifacio del Vasto, marchese di Savona e ponente ligure;
- Manfredi, padre di Enrico del Vasto e Adelasia del Vasto;
- Anselmo;
- Enrico;
- Otto, forse corrispondente all'Oddone Bonmarchis, sposato con Emma d'Altavilla e ricordato come padre di Tancredi di Galilea[4];
- Gerberga.

## Ascendenza
|                      |   |                           | Genitori           |  |  | Nonni |  |  | Bisnonni          |  |  | Trisnonni          |  |
|                      |   |                           |                    |  |  |       |  |  | Arduino il Glabro |  |  | Ruggero di Auriate |  |
|                      |   |                           |                    |  |  |       |  |  | Arduino il Glabro |  |  | Ruggero di Auriate |  |
|                      |   | …                         |                    |  |  |       |  |  | Arduino il Glabro |  |  |                    |  |
| Olderico Manfredi I  |   |                           |                    |  |  |       |  |  | Arduino il Glabro |  |  |                    |  |
|                      |   | Immula                    | …                  |  |  |       |  |  |                   |  |  |                    |  |
|                      |   | Immula                    | …                  |  |  |       |  |  |                   |  |  |                    |  |
|                      |   | Immula                    | …                  |  |  |       |  |  |                   |  |  |                    |  |
| Olderico Manfredi II |   | Immula                    |                    |  |  |       |  |  |                   |  |  |                    |  |
|                      |   | Adalberto Atto di Canossa | Sigifredo di Lucca |  |  |       |  |  |                   |  |  |                    |  |
|                      |   | Adalberto Atto di Canossa | Sigifredo di Lucca |  |  |       |  |  |                   |  |  |                    |  |
|                      |   | Adalberto Atto di Canossa | …                  |  |  |       |  |  |                   |  |  |                    |  |
| Prangarda di Canossa |   | Adalberto Atto di Canossa |                    |  |  |       |  |  |                   |  |  |                    |  |
|                      |   | Ildegarda dei Supponidi   | …                  |  |  |       |  |  |                   |  |  |                    |  |
|                      |   | Ildegarda dei Supponidi   | …                  |  |  |       |  |  |                   |  |  |                    |  |
|                      |   | Ildegarda dei Supponidi   | …                  |  |  |       |  |  |                   |  |  |                    |  |
| Berta di Torino      |   | Ildegarda dei Supponidi   |                    |  |  |       |  |  |                   |  |  |                    |  |
|                      | … | …                         |                    |  |  |       |  |  |                   |  |  |                    |  |
|                      | … | …                         |                    |  |  |       |  |  |                   |  |  |                    |  |
|                      | … | …                         |                    |  |  |       |  |  |                   |  |  |                    |  |
| …                    | … |                           |                    |  |  |       |  |  |                   |  |  |                    |  |
|                      |   | …                         | …                  |  |  |       |  |  |                   |  |  |                    |  |
|                      |   | …                         | …                  |  |  |       |  |  |                   |  |  |                    |  |
|                      |   | …                         | …                  |  |  |       |  |  |                   |  |  |                    |  |
| Berta di Milano      |   | …                         |                    |  |  |       |  |  |                   |  |  |                    |  |
|                      |   | …                         | …                  |  |  |       |  |  |                   |  |  |                    |  |
|                      |   | …                         | …                  |  |  |       |  |  |                   |  |  |                    |  |
|                      |   | …                         | …                  |  |  |       |  |  |                   |  |  |                    |  |
| …                    |   | …                         |                    |  |  |       |  |  |                   |  |  |                    |  |
|                      |   | …                         | …                  |  |  |       |  |  |                   |  |  |                    |  |
|                      |   | …                         | …                  |  |  |       |  |  |                   |  |  |                    |  |
|                      |   | …                         | …                  |  |  |       |  |  |                   |  |  |                    |  |
|                      |   | …                         |                    |  |  |       |  |  |                   |  |  |                    |  |